# USS LST-266
O USS LST-266 foi um navio de guerra norte-americano da classe LST que operou durante a Segunda Guerra Mundial.